# アッピウス・クラウディウス・カウデクス
アッピウス・クラウディウス・カウデクス（ラテン語: Appius Claudius Caudex、Audax（豪胆）とも。生没年不詳）は、共和政ローマの政務官。パトリキ系のクラウディウス氏族の出自で、紀元前264年に執政官を務めた。第一次ポエニ戦争の口火を切った人物である。コグノーメンのカウデクスには、愚か者 (英語: blockhead)というような意味がある。

## 経歴
クラウディウス・カウデクスは、始めて艦隊で海峡を渡り、シキリアからカルタゴ人を追い出した—スエトニウス、『皇帝伝』ティベリウス、2.1
シキリア（シチリア）北東のメッサナ（現在のメッシーナ）は紀元前288年以降カンパニア人の傭兵部隊マメルティニが占領していた。紀元前265年、シュラクサイの僭主ヒエロン2世はメッサナを攻撃し、マメルティニからの奪還を試みた。マメルティニはシキリアのカルタゴ艦隊に救援を求めヒエロンの攻撃を撃退したが、カルタゴ軍はそのまま彼らの支配下の地域に留まった。このため、マメルティニは居座るカルタゴ軍を一掃するためにローマに助力を依頼した。
ポリュビオスによれば、ローマではカルタゴがこのままシキリア全土を掌握し、イタリア半島に攻め込んでくる可能性について討論され、元老院は得られる利益が少ないと考え、介入には及び腰だったが、民衆は略奪を期待して賛成し、最終的には執政官アッピウスが派遣された。これはローマ最初の海外遠征であったという。
ローマは自前の海軍を有していないため、南イタリアの同盟ギリシャ都市国家に船を提供させ、昼間にシキリアへの渡海を試みたが、カルタゴ海軍に捕捉され失敗した。カルタゴ軍の司令官であったハンノはこの時鹵獲した船を返還してローマの介入を避けようとしたが、アッピウスはこの出兵には民衆の支持がないと噂を流し、イタリア本土へ帰る動きを見せ、カルタゴが油断した隙にシキリア上陸を果たした。
マメルティニは策略によって、カルタゴ軍をメッサナから追い出しており、アッピウスを呼んだが、カルタゴはこの追い出された司令官を処刑し、メッサナ奪還のために動いた、ヒエロン2世もカルタゴと同盟してシュラクサエから出陣し、メッサナの後背を断った。アッピウスは夜陰に乗じてメッサナ入城を果たし、包囲された状況からマメルティニだけでも逃そうと、敵側に交渉を持ちかけたものの無視され、やむを得ずヒエロン2世に攻撃をしかけ、苦戦の末に撃破、ヒエロン2世はシュラクサエに退却した。翌日早朝、カルタゴ軍にも攻撃をかけ、敵の包囲を食い破ると、そのままシュラクサエまで進んで包囲した。ヒエロンは降伏してローマと同盟を結んだとも言われる。エウトロピウスによれば、アッピウスはこの功績により、凱旋式を挙行したという。
これらの軍事行動により第一次ポエニ戦争が始まった。

## 一族
祖父のプラエノーメン（第一名、個人名）がアッピウス、父がガイウスである。古代の文献では、カウデクスはアッピウス・クラウディウス・カエクス（アッピア街道の建設者）の兄弟とされている。
ドレパナ沖の海戦の敗将である、プブリウス・クラウディウス・プルケル（紀元前249年の執政官）は子である可能性がある。

## 参考資料
- 松原俊文 訳「史料翻訳ローマ共和制偉人伝」『地中海研究所紀要』、早稲田大学地中海研究所、2006年3月。
- T. R. S. Broughton (1951). The Magistrates of the Roman Republic Vol.1. American Philological Association